# 上海纽约大学
上海纽约大学由华东师范大学与纽约大学合作建设，是第一所中美合作成立的国际化大学，也是纽约大学全球教育体系中第三所具有学位授予资格的门户校园。

## 历史

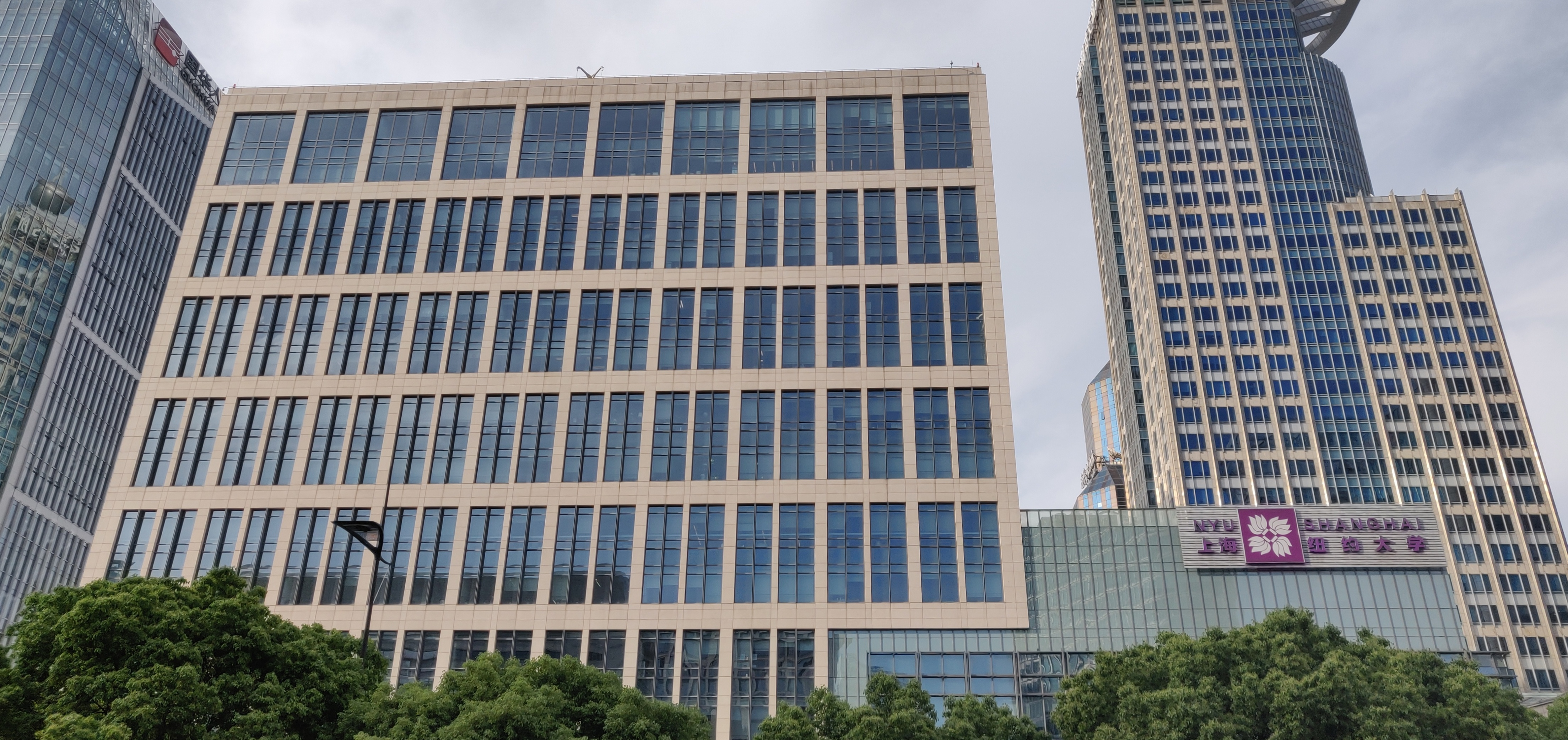
陆家嘴校区教学楼

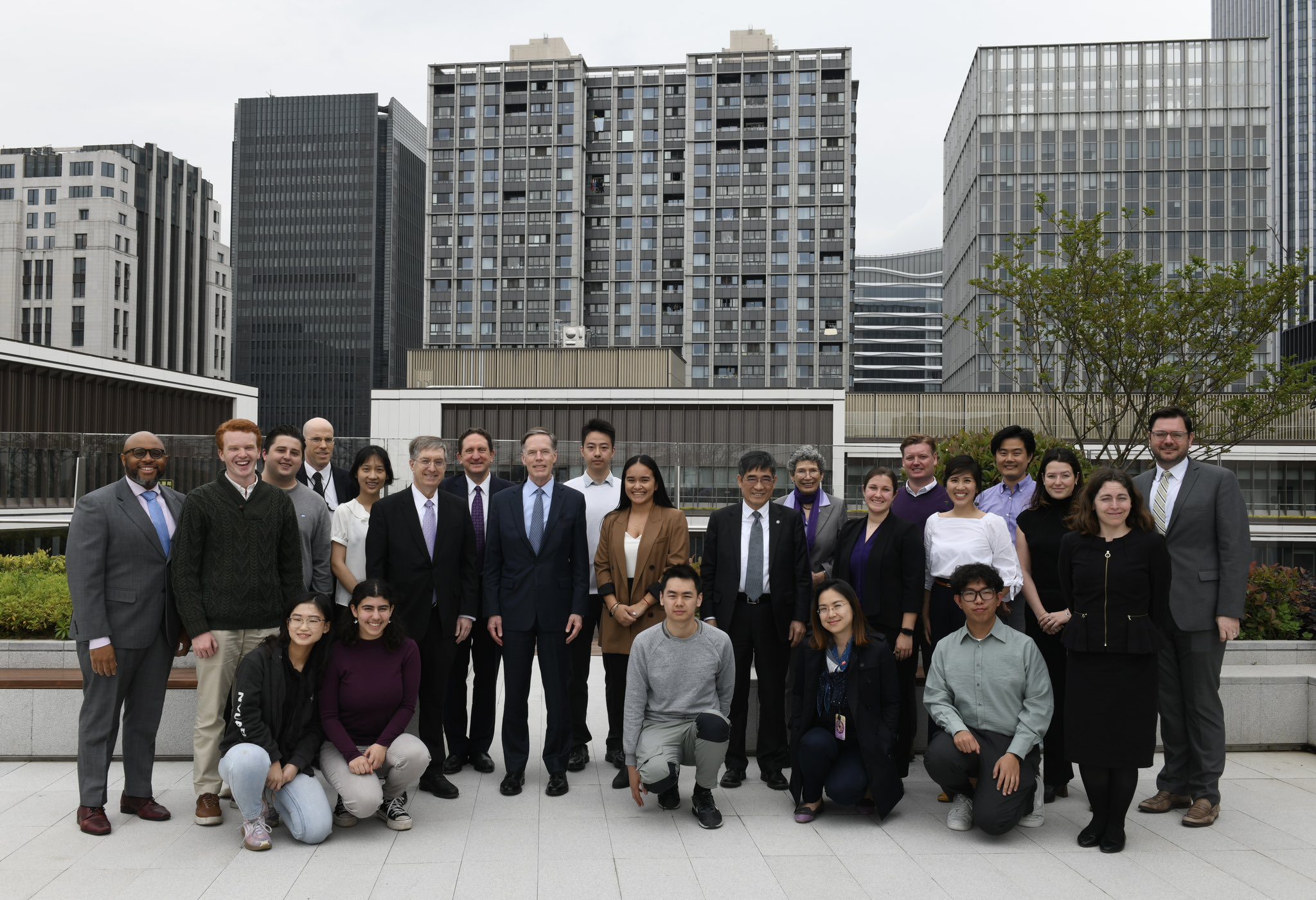
美国驻华大使尼古拉斯·伯恩斯参观上纽前滩校区（2023年4月）

- 2011年1月，中华人民共和国教育部正式批准华东师范大学与美国纽约大学合作筹建上海纽约大学。
- 2011年3月，学校在上海陆家嘴奠基。
- 2012年10月15日，学校在上海陆家嘴揭牌成立。华东师范大学原校长俞立中任上海纽约大学校长，康奈尔大学原校长杰弗里·雷蒙任常务副校长，耶鲁大学神经生物学教授汪小京任教务长。牛津大学校长安德鲁·汉密尔顿对此评价“具有历史意义”，并说这是中美两所最具改革创新意识高校之间的联合。[3]
- 2020年6月1日，第一任校长俞立中正式卸任校长及理事会理事长职务，继任校长及理事会理事长由华东师范大学哲学系终身教授、前校党委书记童世骏担任。[4]
- 2019冠状病毒病导致的旅行限制使得众多录取纽约大学的中国留学生无法前往美国就学。上海纽约大学于2020年7月宣布“就近就读”（Go Local）方案，为2020至2021学年身在中国且无法前往纽约大学纽约和纽约大学阿布扎比分校约3500名中国籍本科生与研究生入读上海纽约大学[5]。
- 2023年1月，上海纽约大学整体迁至前滩新校区[6]。

## 师资
上海纽约大学的师生比为1∶8，以小班化教学为主。学校师资由三部分组成：上海纽约大学独立招聘的教师（约占40%），与纽约大学联合聘用的教师（约占40%），来自华东师范大学或其他国内一流大学的兼职、客座教师（约占20%）。
来自纽约大学的教师包括7名美国艺术与科学院院士、2名美国国家科学院院士、4名古根海姆基金会研究学者奖获得者、3名美国科学促进会会士、2名美国物理学会会士、1名美国数学学会会士。另有多位来自美国耶鲁大学、加州大学伯克利分校、西北大学、法国巴黎第六大学、以色列理工学院等多所名校的教授加盟。

### 研究机构

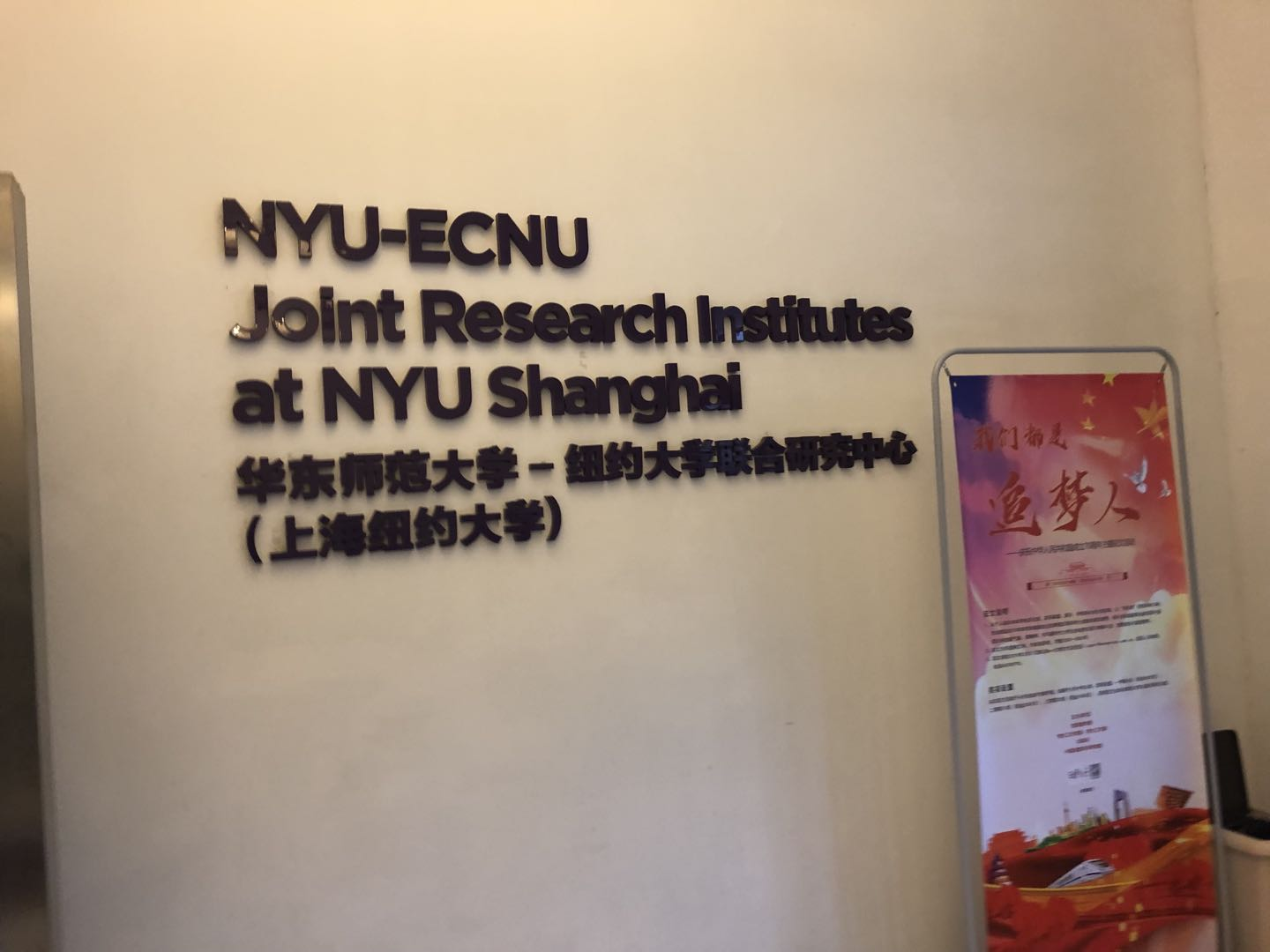
华东师范大学-纽约大学联合研究中心（上海纽约大学），位于华东师范大学中山北路校区

- 华东师范大学-纽约大学计算化学联合研究中心 (英語：NYU-ECNU Center for Computational Chemistry at NYU Shanghai)[8]
- 华东师范大学-纽约大学脑与认知科学联合研究中心 (英語：NYU-ECNU Institute of Brain and Cognitive Science at NYU Shanghai)
- 华东师范大学-纽约大学社会发展联合研究中心 (英語：NYU-ECNU Institute for Social Development at NYU Shanghai)
- 华东师范大学-纽约大学数学科学联合研究中心 (英語：NYU-ECNU Institute of Mathematical Sciences at NYU Shanghai)
- 华东师范大学-纽约大学联合物理研究中心 (英語：NYU-ECNU Institute of Physics at NYU Shanghai)

## 校园
上海纽约大学校园主校区设在浦东陆家嘴，于2014年完工并于当年秋季学期投入使用，由一幢15层的教学楼组成。首届学生（2013级）第一年曾暂时在华东师范大学中山北路校区的物理楼、地理楼和理科大楼上学。而在主校区投入使用后，华师大校区部分区域仍作学术研究时使用。
上海纽约大学于2018年起在前滩商务区规划建设新校区。新校区于2019年5月开工，2021年3月18日封顶。已于2023年春季学期迁入。